# Christian Lehmann (Musikwissenschaftler)
Christian Lehmann (* 23. September 1966 in München) ist ein deutscher Musikwissenschaftler und Autor.
Christian Lehmann studierte Biologie, Musikwissenschaft, Germanistik und Gesang und promovierte an der Ludwig-Maximilians-Universität München zum Dr. phil. im Hauptfach Musikwissenschaft.
Schwerpunkte seiner wissenschaftlichen und publizistischen Tätigkeit sind Kultur und Kunst in verhaltens- und evolutionsbiologischer Perspektive, die Geschichte und Praxis des klassischen Gesangs sowie die Musikgeschichte Münchens. Sein populärwissenschaftliches Buch Der genetische Notenschlüssel über die evolutionären Ursprünge und die anthropologische Bedeutung der Musik wurde in mehrere Sprachen übersetzt. 2016 drehte Lehmann für ARTE und das Bayerische Fernsehen den TV-Dokumentarfilm Wiegenlied und Schlachtgesang. 2018 erschien seine Biographie über den Sänger Joseph Leoni, den Namensgeber des Ortes Leoni am Starnberger See. 2020 veröffentlichte er, begleitend zu einer gemeinsam mit Studierenden der Ludwig-Maximilians-Universität München produzierten Ausstellung, die erste Überblicksdarstellung zur Musikgeschichte am Starnberger See.
Zusammen mit Wulf Schiefenhövel und weiteren Wissenschaftlern der ehemaligen Max-Planck-Forschungsstelle für Humanethologie in Erling-Andechs gründete Lehmann die Arbeitsgruppe Ethology of the Arts (EthArts) in der Gesellschaft für Anthropologie (GfA). Christian Lehmann unterrichtet als Lehrbeauftragter an den Universitäten München und Regensburg. Er ist auch als Sänger und Gesangspädagoge tätig.

## Veröffentlichungen (Auswahl)
- Blauer Himmel Blaue Wogen. Musikgeschichte am Starnberger See. Starnberg: Apelles 2020. ISBN 978-3-86222-251-3
- Joseph Leoni. Ein Italiener am Starnberger See. München: Volk 2018. ISBN 978-3-86222-251-3
- mit Reinhard Kopiez: Ursprünge der Musik. In: Handbuch Musikpsychologie, hrsg. von Andreas Lehmann und Reinhard Kopiez. Göttingen: Hogrefe 2018, S. 41–62. ISBN 978-3-456-85591-2
- Drachentöter und Frauenversteher. Die Tenorstimme als biologisches Signal – eine humanethologische Annäherung. In: Der Tenor. Mythos – Geschichte – Gegenwart (= Musik – Kultur – Geschichte, Bd. 8), hrsg. von Corinna Herr, Arnold Jacobshagen und Thomas Seedorf. Würzburg: Königshausen & Neumann 2017, S. 59–70. ISBN 978-3-8260-6204-9
- Artikel Anthropologie des Singens, Bühnenaussprache, Chorgesang, Einsingen, Portamento in: Lexikon der Gesangsstimme, hrsg. von Ann-Christin Mecke, Martin Pfleiderer, Bernhard Richter und Thomas Seedorf. Laaber: Laaber 2016. ISBN 978-3-89007-546-4
- Art as behaviour. An ethological approach to visual and verbal art, music and architecture, hrsg. von Christa Sütterlin, Wulf Schiefenhövel, Christian Lehmann, Johanna Forster und Gerhard Apfelauer. Oldenburg: BIS 2014. ISBN 978-3-8142-2290-5
- Der genetische Notenschlüssel. Warum Musik zum Menschsein gehört. München: Herbig 2010. ISBN 978-3-7766-2646-9
- Singstreit, Ständchen und Signale. Zur Biologie und Evolution musikalischen Verhaltens (= Am Zügel der Evolution, Bd. 7). Berlin: Verlag für Wissenschaft und Bildung 2009. ISBN 978-3-86135-577-9